# Nathan Sawaya

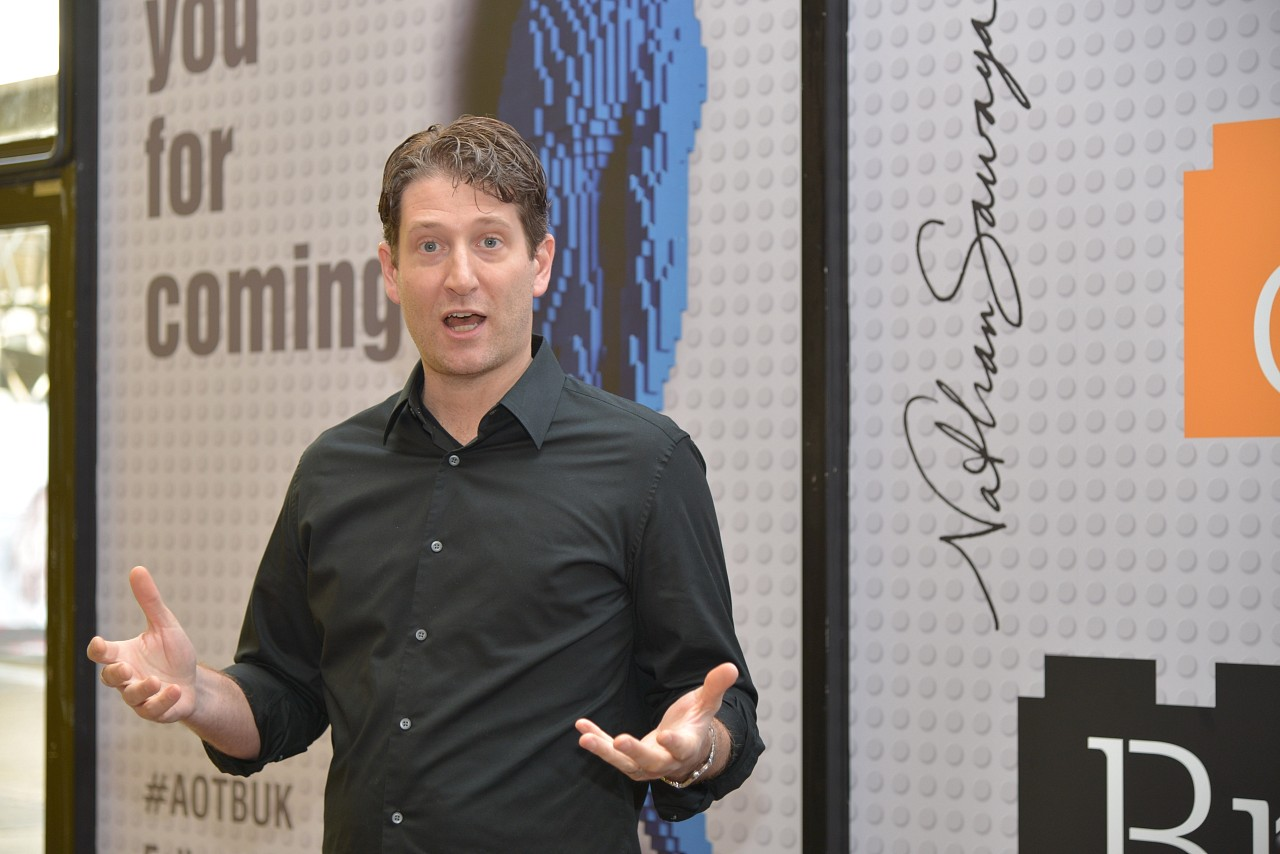
Nathan Sawaya

Nathan Sawaya (* 10. Juli 1973 in Colville, Washington) ist ein amerikanischer Künstler. Er ist vor allem dafür bekannt, dass er mit gewöhnlichen Lego-Steinen dreidimensionale Skulpturen und großflächigen Mosaike baut. Aufträge für seine Kunst-Kreationen erhält er von Unternehmen, Wohlfahrtsverbänden, Einzelpersonen, Museen und Galerien auf der ganzen Welt.

## Leben
Aufgewachsen in Veneta, Oregon besuchte Sawaya die New York University, wo er ein Studium in Rechtswissenschaften abschloss, bevor er als Anwalt bei Winston & Strawn in Hollywood arbeitete.
Erste nationale Aufmerksamkeit errang er im Jahr 2004, als er seinen Beruf als Rechtsanwalt aufgab und in Vollzeit als LEGO-Künstler zu arbeiten begann.
Nachdem er zunächst sechs Monate für die Firma LEGO gearbeitet hatte, gab er auch diese Anstellung auf und eröffnete im Jahr 2004 ein Künstler-Atelier in New York City. Als professioneller Künstler ist er kein Angestellter der Spielzeugfirma LEGO, jedoch wurde er von LEGO offiziell als einer der besten LEGO-Baumeister der Welt bezeichnet und wird als LEGO Certified Professional anerkannt. Er ist bisher die einzige Person, die von LEGO sowohl als LEGO-Meisterbauer als auch als "LEGO Certified Professional" anerkannt wurde.
Zu seinen Kreationen gehören eine über zwei Meter lange Nachbildung der Brooklyn Bridge, ein fünf Meter langes Tyrannosaurus-Rex-Gerippe, eine lebensgroße Han-Solo-Figur. Zu seinen bekanntesten Stücken gehören drei Skulpturen in Menschengestalt mit den Titeln Yellow (Gelb), Red (Rot) und Blue (Blau). Die Skulptur Blue wurde im Jahr 2010 für einen unbekannten Betrag der Agora Gallery verkauft.
Seine erste Einzelausstellung bestritt er im Frühjahr 2007 im Lancaster Museum of Art unter dem Titel The Art of the Brick (Die Kunst des Bausteins). Sie war die weltweit erste große Museumsausstellung, die sich ausschließlich auf die Verwendung von LEGO-Bausteinen als Kunstmedium konzentrierte.
Die erste Ausstellung auf der Südhalbkugel mit Sawayas Werken fand im Juni 2011 im Federation Square in Melbourne statt. Anschließend wurde die Ausstellung in weiteren Städten in Australien mit Stationen z. B. in Adelaide und Sydney gezeigt.
Im Juli 2012 begann Sawayas Asien-Tournee mit Rekord-Besucherzahlen in Taipei, Kaohsiung und Taichung. Weitere Ausstellungen fanden im ArtScience Museum im Marina Bay Sands in Singapur (November 2012 bis Mai 2013) und beim Discovery Times Square in New York City (seit Juni 2013) statt.
Derzeit werden seine Werke in der Avant Gallery, der Agora Gallery, im Artsicle und beim Discovery Times Square in New York City ausgestellt.
Auf der Website LEGO-Ideas (wo Lego-Baumeister ihre Kreationen zeigen und Website-Besucher dafür abstimmen können, dass LEGO dieses Modell offiziell als Bausätze herausbringen soll) hat Sawaya unter dem Online-Namen "brickartist" zwei Projekte eingereicht: Small Yellow (der kleine Gelbe) und Oscar.

## Sammlungen/Installationen
Sawaya betreibt zwei Künstlerateliers, in denen vollzeitlich gearbeitet wird: Das eine befindet sich in Manhattan und das zweite ist in Los Angeles. Schätzungen gehen davon aus, dass Sawaya mehr LEGO-Steine besitzt als jede andere Einzelperson mit jeweils etwa 1,5 Millionen LEGO-Steinen in jedem seiner beiden Studios.
Im Jahr 2012 vergab Artnet an Sawaya den 8. Platz unter den populärsten Künstlern weltweit. 
Sawayas Arbeiten sind inzwischen Teil vieler bekannter Kunstsammlungen, darunter:
- Das Strong National Museum of Play in Rochester, New York
- Die öffentlich zugängliche Kunstausstellung Time Warner Center in New York
- Das Nationalmuseum des Marine Corps in Quantico, Virginia
- die öffentlich zugängliche Kunstausstellung der Öffentlichen Bibliothek New Orleans  in New Orleans, Louisiana
- MASS MoCA in North Adams, Massachusetts

## Sawaya in den Medien
Sawaya trat in zahlreichen Fernseh-Shows auf, im The Colbert Report, wo er Stephen Colbert eine lebensgroße Statue von Stephen Colbert geschenkt hat, in der Late Show with David Letterman des Senders CBS, bei der NBC Today Show, in Conan beim Sender TBS und in der Jimmy Kimmel Live!-Show auf ABC. Auch wurde er in verschiedenen Zeitungen porträtiert, bei Newsweek, Los Angeles Times, Hollywood Reporter, CNN und im Wall Street Journal. In einer Ausgabe der Sendung Mythbusters im April 2009 trat Sawaya als Berater auf.